# Naturschutzgebiet Lehnigksberg

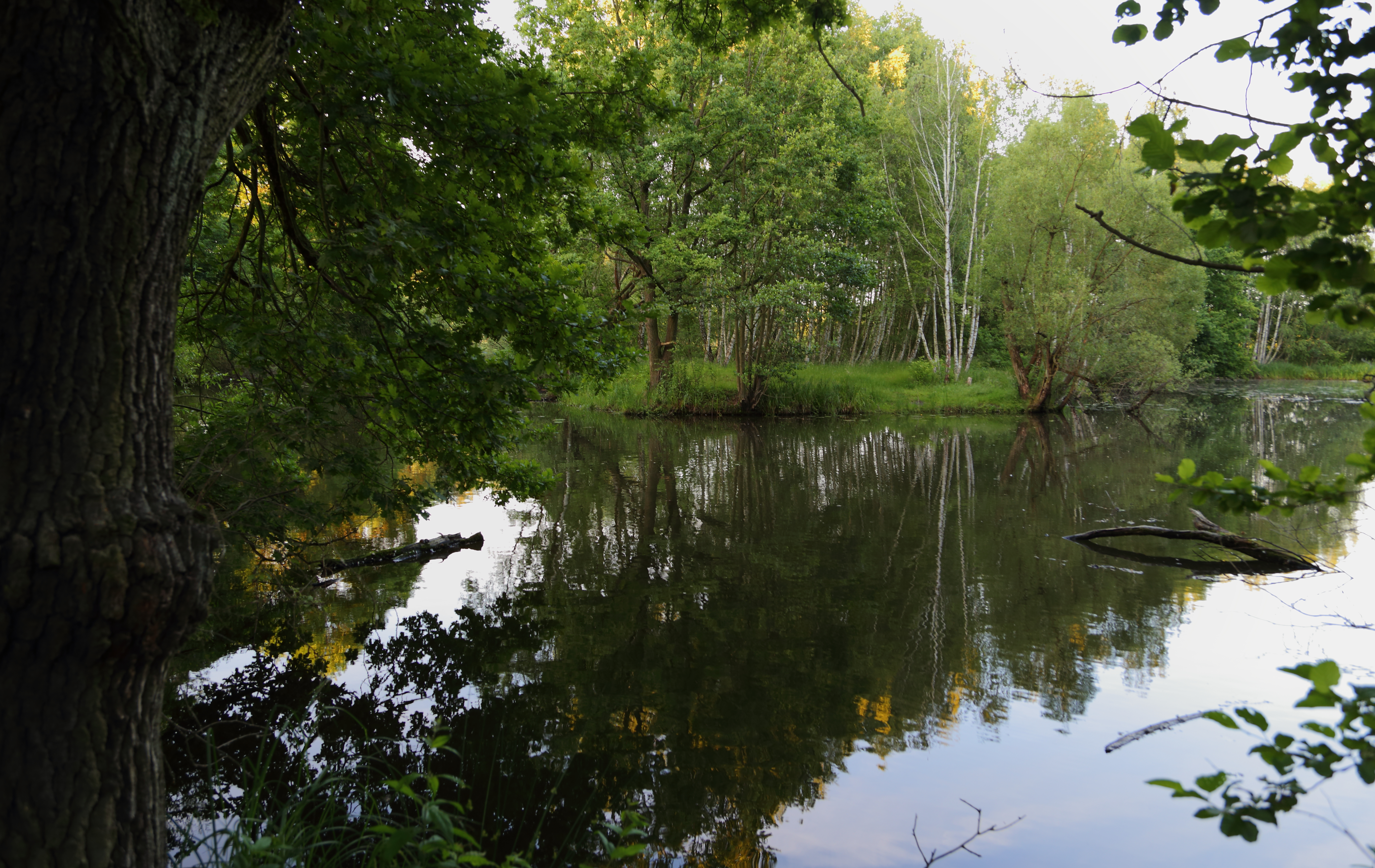
Naturschutzgebiet Lehnigksberg (Juni 2014)

Das Naturschutzgebiet Lehnigksberg liegt im Landkreis Dahme-Spreewald in Brandenburg und gehört zum Biosphärenreservat Spreewald.
Das rund 13,1 ha große Naturschutzgebiet erstreckt sich nördlich der Kernstadt Lübben und südlich von Hartmannsdorf, einem Ortsteil der Stadt Lübben. Am östlichen Rand des Gebietes fließt die Spree, südlich verläuft die B 115, nordöstlich erstreckt sich das 135 ha große Naturschutzgebiet Wiesenau.

## Bedeutung
Das Gebiet mit der Kenn-Nummer 1280 wurde mit Verordnung vom 12. September 1990 unter Naturschutz gestellt. Es handelt sich um einen Niedermoorkomplex mit Dünenzügen, Spreealtarmen und Feuchtwiesen.